# ویتینیوس
ویتینیوس (به لاتین: Vitiněves) یک منطقهٔ مسکونی در جمهوری چک است که در شهرستان ییچین واقع شده‌است.